# Osuchów (Grande-Pologne)
Pour les articles homonymes, voir Osuchów.
Osuchów est une localité polonaise de la gmina de Koźminek, située dans le powiat de Kalisz en voïvodie de Grande-Pologne.